# John Pezza
John Henry Edward Pezza (ur. 6 października 1952 w Mediolanie) – włoski szermierz, brązowy medalista mistrzostw świata.
Podczas mistrzostw świata w Göteborgu w 1973 roku zdobył brązowy medal w szpadzie indywidualnej. Na podium wyprzedzili go jedynie Szwedzi: Rolf Edling i Hans Jacobson. Był to jedyny medal wywalczony przez Pezzę w zawodach tego cyklu.
Wystartował na igrzyskach olimpijskich w Montrealu w 1976 roku, gdzie w szpadzie indywidualnej odpadł w rundzie eliminacyjnej, a drużynowo zajął siódme miejsce.
Zdobył również złoty medal w szpadzie indywidualnej na igrzyskach śródziemnomorskich w Algierze w 1975 roku.